# تپه نمکلان
تپه نمکلان مربوط به اواخر دوره اوایل دوران‌های تاریخی پس از اسلام است و در شهرستان ساوجبلاغ، بخش مرکزی، دهستان سعیدآباد، ابتدای روستای نمکلان واقع شده و این اثر در تاریخ ۲۷ آبان ۱۳۸۶ با شمارهٔ ثبت ۲۰۲۴۸ به‌عنوان یکی از آثار ملی ایران به ثبت رسیده است.